# آبشار دونهیندا
آبشار دونهیندا (به انگلیسی: Dunhinda Falls) آبشاری است که در سری‌لانکا واقع شده و ارتفاع کلی ریزشگاه آن ۱۹۳ فوت (۵۹ متر) است.